# 鈴木真里
鈴木 真里（すずき まり、1984年9月26日 - ）は、将棋の元女流アマ名人で、日本将棋連盟の女流育成会の元会員。
東京都出身。桐光学園高校（神奈川県川崎市）から早稲田大学に進む。

## 棋歴
- 2001年、第33期女流アマ名人戦で優勝し、「女流アマ名人」の称号を得る。同大会は、鈴木の前にも後にも、清水市代、林葉直子、千葉涼子らを始めとして多数の女流棋士を輩出している。
- 第5回（2001年）、第6回（2002年）の全国高等学校将棋女子選抜大会で2連覇。
- 2006年、早稲田大学の学生として「大学将棋」の大会の一部門である学生女流名人戦で優勝。「学生女流名人」となる。
- 2009年9月23日、LPSA（日本女子プロ将棋協会）が主催する第28回1dayトーナメント「GSPカップ」に、LPSA公認アシスタントインストラクター「アイリス」の一人として参戦し、準優勝。

### 女流プロ入りへの挑戦
2002年度後期まで、女流棋士育成機関である女流育成会に参加していた。当時の師匠は桜井昇。
- 1997年度後期Bクラス　10勝6敗
- 1998年度前期Bクラス　7勝8敗
- 1998年度後期Bクラス　7勝6敗
- 1999年度前期Bクラス　13勝5敗（同星で4人が並び、昇級はならず）
- 1999年度後期Bクラス　11勝7敗
- 2000年度前期Bクラス　11勝3敗（同星で中村桃子と並び、昇級はならず）
- 2000年度後期Bクラス　休会
- 2001年度前期Bクラス　休会
- 2001年度後期Bクラス　11勝4敗（昇級）
- 2002年度前期Aクラス　7勝8敗
- 2002年度後期Aクラス　2勝13敗

## テレビ出演

### 地上波
- 将棋講座「山崎隆之のちょいワル逆転術」 - アシスタント （2011年4月 - 9月、NHK教育テレビ）
「ちょいワル王子の逆転ホームラン」のコーナーでは、山崎とともにバットを振るようなアクションを披露。

### BS
- 大逆転将棋2009 「第4局　ステルス将棋」（2009年1月4日、NHK BS2）
変則ルールの将棋を羽生善治名人（当時）と戦う。初手でうっかりミスをし、羽生の香車をいきなり鈴木陣に成られてしまった。以降、羽生の巧みな指し回しの前に敗れる。神吉宏充とともに司会を担当していた岩崎ひろみは、その対局中、「鈴木さんは容姿も可愛らしくて、将棋も強い。こういう方が増えてくださるとうれしい。」とコメントした。
- 「囲碁・将棋ジャーナル」 - アシスタント（2009年7月 - 9月、NHK BS2）
将棋のコーナーの聞き手（アシスタント）として出演。その初回時での鈴木の落ち着きぶりに、解説役で出演していた深浦康市王位（当時）は、「（テレビでの聞き手として）まったく大丈夫ですね」絶賛した。

### CS
- 囲碁・将棋チャンネル
  - 「カンナのすぐ指せる将棋入門」- アシスタント（2010年10月より全13回放送。講師役は鈴木環那）
  - 中村桃子の「玉の囲い方教えます」 - アシスタント（2011年4月より全13回放送。講師役は中村桃子）
  - 及川拓馬の入門講座 「脱入門 序盤のセオリー」 - アシスタント（2011年7月より全13回放送。講師役は及川拓馬）